# Rodrigo Gómez
Rodrigo Manuel Gómez (Santa Fe, Argentina; 2 de enero de 1993) es un futbolista argentino. Juega como mediocampista ofensivo y su primer equipo fue Argentinos Juniors. Actualmente milita en Motagua de la Liga Nacional de Honduras.

## Trayectoria
Sus comienzos fueron en el club Las Flores II de la Liga Santafesina cuando tenía 6 años. A los 12 dejó su ciudad natal para sumarse a las inferiores de Argentinos Juniors.
Debutó con la camiseta del Bicho el 4 de mayo de 2013 de la mano de Ricardo Caruso Lombardi, quien ante la falta de resultados decidió separar del plantel a algunos referentes y apostó por él y otros juveniles buscando la salvación del descenso, objetivo que finalmente terminaría consiguiendo.
A mediados de 2014 fue transferido a Independiente, que le compró a Argentinos Juniors el 50% del pase. Seis meses después y al no ser tenido en cuenta por Jorge Almirón, fue cedido a préstamo a Quilmes por un año con opción de compra. Luego de tener una gran temporada en el Cervecero, a principios de 2016 se produjo su regreso a Independiente. El 28 de junio de ese año ficha a cambio de 1.3 millones de dólares por Toluca de México, siendo este su primer equipo en el exterior.
El 12 de enero de 2018 se confirma su regreso a Argentina para sumarse a Unión de Santa Fe, cumpliendo así su sueño de jugar en el club del que es hincha. Allí estuvo un año, integrando el equipo que logró la histórica clasificación a la Copa Sudamericana.
Luego de un semestre en San Martín de Tucumán, en julio de 2019 se incorpora a Huracán.

## Estadísticas
- Actualizado al 17 de agosto de 2025

| Club                         | Div.                | Temporada           | Liga | Liga | Liga | Copa Nacional | Copa Nacional | Copa Nacional | Copa Internacional | Copa Internacional | Copa Internacional | Total | Total | Total |
| Club                         | Div.                | Temporada           | PJ   | G    | A    | PJ            | G             | A             | PJ                 | G                  | A                  | PJ    | G     | A     |
| ---------------------------- | ------------------- | ------------------- | ---- | ---- | ---- | ------------- | ------------- | ------------- | ------------------ | ------------------ | ------------------ | ----- | ----- | ----- |
| Argentinos Juniors Argentina | 1.ª                 | 2011/12             | —    | —    | —    | —             | —             | —             | —                  | —                  | —                  | 0     | 0     | 0     |
| Argentinos Juniors Argentina | 1.ª                 | 2012/13             | 8    | 1    | 3    | 1             | 0             | 0             | —                  | —                  | —                  | 9     | 1     | 3     |
| Argentinos Juniors Argentina | 1.ª                 | 2013/14             | 31   | 3    | 2    | 1             | 0             | 0             | —                  | —                  | —                  | 32    | 3     | 2     |
| Argentinos Juniors Argentina | Total               | Total               | 39   | 4    | 5    | 2             | 0             | 0             | 0                  | 0                  | 0                  | 41    | 4     | 5     |
| Independiente Argentina      | 1.ª                 | 2014                | 5    | 0    | 0    | —             | —             | —             | —                  | —                  | —                  | 5     | 0     | 0     |
| Independiente Argentina      | 1.ª                 | 2016                | 9    | 1    | 0    | 1             | 0             | 0             | —                  | —                  | —                  | 10    | 1     | 0     |
| Independiente Argentina      | Total               | Total               | 14   | 1    | 0    | 1             | 0             | 0             | 0                  | 0                  | 0                  | 15    | 1     | 0     |
| Quilmes Argentina            | 1.ª                 | 2015                | 29   | 4    | 8    | 2             | 0             | 0             | —                  | —                  | —                  | 31    | 4     | 8     |
| Quilmes Argentina            | Total               | Total               | 29   | 4    | 8    | 2             | 0             | 0             | 0                  | 0                  | 0                  | 31    | 4     | 8     |
| Toluca · México              | 1.ª                 | 2016/17             | 15   | 0    | 0    | 8             | 0             | 0             | —                  | —                  | —                  | 23    | 0     | 0     |
| Toluca · México              | 1.ª                 | 2017                | 13   | 0    | 3    | 2             | 0             | 1             | —                  | —                  | —                  | 15    | 0     | 4     |
| Toluca · México              | Total               | Total               | 28   | 0    | 3    | 10            | 0             | 1             | 0                  | 0                  | 0                  | 38    | 0     | 4     |
| Unión Argentina              | 1.ª                 | 2017/18             | 13   | 0    | 1    | 1             | 1             | 0             | —                  | —                  | —                  | 14    | 1     | 1     |
| Unión Argentina              | 1.ª                 | 2018/19             | 13   | 0    | 1    | 0             | 0             | 0             | —                  | —                  | —                  | 13    | 0     | 1     |
| Unión Argentina              | Total               | Total               | 26   | 0    | 2    | 1             | 1             | 0             | 0                  | 0                  | 0                  | 27    | 1     | 2     |
| San Martín (T) Argentina     | 1.ª                 | 2018/19             | 9    | 2    | 2    | 3             | 1             | 0             | —                  | —                  | —                  | 12    | 3     | 2     |
| San Martín (T) Argentina     | 2.ª                 | 2022                | 14   | 0    | 0    | —             | —             | —             | —                  | —                  | —                  | 14    | 0     | 0     |
| San Martín (T) Argentina     | Total               | Total               | 23   | 2    | 2    | 3             | 1             | 0             | 0                  | 0                  | 0                  | 26    | 3     | 2     |
| Huracán Argentina            | 1.ª                 | 2019/20             | 20   | 4    | 1    | 1             | 0             | 0             | 2                  | 0                  | 0                  | 23    | 4     | 1     |
| Huracán Argentina            | Total               | Total               | 20   | 4    | 1    | 1             | 0             | 0             | 2                  | 0                  | 0                  | 23    | 4     | 1     |
| Asteras Trípoli · Grecia     | 1.ª                 | 2020/21             | 16   | 1    | 0    | 0             | 0             | 0             | —                  | —                  | —                  | 16    | 1     | 0     |
| Asteras Trípoli · Grecia     | 1.ª                 | 2021/22             | 6    | 0    | 0    | 1             | 0             | 0             | —                  | —                  | —                  | 7     | 0     | 0     |
| Asteras Trípoli · Grecia     | Total               | Total               | 22   | 1    | 0    | 1             | 0             | 0             | 0                  | 0                  | 0                  | 23    | 1     | 0     |
| Palestino · Chile            | 1.ª                 | 2022                | 9    | 0    | 0    | —             | —             | —             | —                  | —                  | —                  | 9     | 0     | 0     |
| Palestino · Chile            | Total               | Total               | 9    | 0    | 0    | 0             | 0             | 0             | 0                  | 0                  | 0                  | 9     | 0     | 0     |
| Independiente (S) · Bolivia  | 1.ª                 | 2023                | 25   | 2    | 1    | 8             | 1             | 0             | —                  | —                  | —                  | 33    | 3     | 1     |
| Independiente (S) · Bolivia  | Total               | Total               | 25   | 2    | 1    | 8             | 1             | 0             | 0                  | 0                  | 0                  | 33    | 3     | 1     |
| Motagua Honduras             | 1.ª                 | 2023/24             | 17   | 1    | 0    | —             | —             | —             | —                  | —                  | —                  | 17    | 1     | 0     |
| Motagua Honduras             | 1.ª                 | 2024/25             | 37   | 4    | 0    | —             | —             | —             | 8                  | 1                  | 0                  | 45    | 5     | 0     |
| Motagua Honduras             | 1.ª                 | 2025/26             | 3    | 1    | 0    | —             | —             | —             | 3                  | 1                  | 0                  | 6     | 2     | 0     |
| Motagua Honduras             | Total               | Total               | 57   | 6    | 0    | 0             | 0             | 0             | 11                 | 2                  | 0                  | 68    | 8     | 0     |
| Total en su carrera          | Total en su carrera | Total en su carrera | 292  | 24   | 22   | 29            | 3             | 1             | 13                 | 2                  | 0                  | 334   | 29    | 23    |

## Palmarés
| Título          | Club    | País     | Año  |
| --------------- | ------- | -------- | ---- |
| Torneo Apertura | Motagua | Honduras | 2024 |